# Stethaspis lineata
Stethaspis lineata är en skalbaggsart som beskrevs av Gilbert John Arrow 1924. Stethaspis lineata ingår i släktet Stethaspis och familjen Melolonthidae. Inga underarter finns listade i Catalogue of Life.